# Robert Barnett
Pour les articles homonymes, voir Barnett.
Robert Barnett (1953, Londres), connu aussi sous le nom de Robbie Barnett, est un journaliste et tibétologue britannique, spécialiste du Tibet contemporain, professeur adjoint au Weatherhead East Asian Institute de l'Université Columbia à New York.

## Biographie
Barnett étudie à l'université de Cambridge en Angleterre où il obtient un doctorat.
Il travaille d'abord comme journaliste pour le South China Morning Post (Hong Kong), la Voix de l'Amérique, la BBC, The Observer, The Independent, The Wall Street Journal et autres chaînes d'information.
En 1987, il cofonde et dirige jusqu'en 1998 à Londres le Tibet Information Network (TIN), un organisme de recherche et d'information sur le Tibet,. En tant que journaliste cofondateur de TIN, Robert Barnett s'exprime à la Conférence des journalistes du 25 mai 1991 à l'Assemblée Nationale à Paris organisée à l'occasion de l'année internationale du Tibet.
En 1998, il devient enseignant à l'université Columbia à New York. Il est actuellement professeur auxiliaire en « Études tibétaines contemporaines » (Contemporary Tibetan Studies), chercheur à l'« École des affaires publiques et internationales » (School of International and Public Affairs) et directeur du « programme des études tibétaines modernes » (Modern Tibetan Studies Program). 
Depuis 2001, il dirige un programme annuel d'été en langue tibétaine pour ses étudiants aux États-Unis et d'autres pays et à l'Université du Tibet à Lhassa, où il a enseigné en 2001.
Il apparait également dans le documentaire de 2009, Tibet, le combat pour la liberté, dirigé par Ritu Sarin et de Tenzing Sonam.
En 2012, il fait partie des « plus grands spécialistes du Tibet » qui demandent à Xi Jinping d'intervenir pour sauver la langue tibétaine.
Robert Barnett a publié des livres sur le Tibet contemporain. Il a écrit la préface du livre de Tsoltim Ngima Shakabpa (fils de Tsepon W. D. Shakabpa) intitulé Voice of Tibet. Dans Le Tibet est-il chinois ?, il discute de la question du servage au Tibet avant la Libération pacifique abordée dans une des Cents questions de la Chine sur le Tibet. 
Interrogé lors la première commémoration de la Journée d'émancipation des serfs au Tibet, il fait remarquer que l'astuce chinoise est d'utiliser les mots « serf » et « féodal » et de faire penser à la brutalité.

## Publications
- Participe au livre Le Tibet est-il chinois ?, ouvrage collectif publié sous la direction Anne-Marie Blondeau et Katia Buffetrille, 2002, ed. Albin Michel, coll. Sciences des religions  (ISBN 2226134263), (en) Authenticating Tibet: Answers to China’s 100 Questions de A. M. Blondeau, K. Buffetrille, préface de Donald Lopez, ed. University of California Press, Berkeley,  (ISBN 0520249283)
- Steve Lehman, Les Tibétains en lutte pour leur survie, préface de Jean-Paul Ribes ; essai de Robbie Barnett ; traduit de l'américain, 1999, 200 p.  (ISBN 2842300858)
- (en) Lhasa: Streets with Memories, Columbia University Press, 2006,  (ISBN 9780231136808) (compte rendu de Kabir Mansingh Heimsath, 2006, dans Himalaya, the Journal of the Association for Nepal and Himalayan Studies, Vol. 26, No. 1, Article 18).
- (en) Resistance and Reform in Tibet  sous la direction de Robert Barnett et Shirin Akiner (en), C.Hurst, 18 novembre 1994,  (ISBN 1850651612), Indiana University Press,  (ISBN 978-0253311313)
- (en) 1996, Cutting Off the Serpent's Head - Tightening Control in Tibet, 1994-95, Human Rights Watch,  (ISBN 978-1564321664)
- (en) Avec Victoria Connor et Tsering Shakya (introduction) (1997) Leaders in Tibet - A Directory, Tibet Information Network, Londen,  (ISBN 978-0953201105)
- (en) 1997, préface, in Choekyi Gyaltsen, A Poisoned Arrow - the Secret Petition of the 10th Panchen Lama
- (en) Avec Ronald Schwartz (2008) Tibetan modernities : notes from the field on cultural and social change, Brill, Leiden-Bosten,  (ISBN 978-9004155220)
- (en) Jamyang Choegyal Kasho, In the service of the 13th and 14th Dalai Lama: Choegyal Nyima Lhundrup Kashopa - Untold stories of Tibet,  préface par Tsering Shakya et note sur le contexte historique par Robert Barnett, Tibethaus Verlag, 2015,  (ISBN 3957020085 et 9783957020086)